# Campeonato Europeo de Balonmano Femenino de 2014
El XI Campeonato Europeo de Balonmano Femenino se celebró conjuntamente en Croacia y Hungría entre el 7 y el 21 de diciembre de 2014 bajo la organización de la Federación Europea de Balonmano (EHF), la Federación Croata de Balonmano y la Federación Húngara de Balonmano.
16 equipos europeos compitieron en el evento por el título de campeón europeo, cuyo anterior portador era el equipo de Montenegro, ganador del Europeo de 2012. 
La selección de Noruega conquistó su sexto título continental al derrotar en la final al equipo de España con un marcador de 28-25, reeditándose la final del Europeo de 2008. El bronce fue para Suecia que venció en el partido por el tercer puesto al conjunto de Montenegro.
Con este triunfo, Noruega se convirtió en la primera selección clasificada para el torneo de balonmano en los Juegos Olímpicos de Río de Janeiro 2016, aparte del equipo anfitrión.

## Elección
La candidatura croata-húngara se impuso en la votación final a la presentada por Turquía durante el congreso de la EHF del 9 de abril de 2011. La tercera candidatura, presentada por Eslovaquia, fue excluida de la carrera final por no cumplir con el criterio de disponer de cuatro recintos deportivos exigidos por la EHF para la organización de este tipo de campeonatos.

## Sedes
| Foto | Grupo      | Ciudad              | Instalación                    | Capacidad |
| ---- | ---------- | ------------------- | ------------------------------ | --------- |
|      | A          | Győr ( Hungría)     | Audi Arena                     | 5000      |
|      | B y I      | Debrecen ( Hungría) | Pabellón Főnix                 | 9000      |
|      | C          | Varaždin ( Croacia) | Arena de Varaždin              | 5033      |
|      | D          | Osijek ( Croacia)   | Pabellón Gradski vrt           | 3500      |
|      | II         | Zagreb ( Croacia)   | Arena Zagreb                   | 15 200    |
|      | Fase final | Budapest ( Hungría) | Pabellón Deportivo László Papp | 12 500    |

## Grupos
| Grupo A | Grupo B   | Grupo C      | Grupo D    |
| ------- | --------- | ------------ | ---------- |
| Hungría | Noruega   | Suecia       | Montenegro |
| España  | Dinamarca | Alemania     | Francia    |
| Rusia   | Rumania   | Croacia      | Serbia     |
| Polonia | Ucrania   | Países Bajos | Eslovaquia |

## Primera fase
- Todos los partidos en la hora local de Croacia y Hungría (UTC+1).

Los primeros tres de cada grupo pasan a la segunda fase.

### Grupo A
| Equipo  | J | G | E | P | GF | GC | DG  | PTS |
| ------- | - | - | - | - | -- | -- | --- | --- |
| España  | 3 | 3 | 0 | 0 | 81 | 72 | +9  | 6   |
| Hungría | 3 | 1 | 1 | 1 | 84 | 79 | +5  | 3   |
| Polonia | 3 | 1 | 0 | 2 | 74 | 84 | -10 | 2   |
| Rusia   | 3 | 0 | 1 | 2 | 79 | 83 | -4  | 1   |

- Resultados

| Fecha | Hora  | Partido¹ | Partido¹ | Partido¹ | Resultado |
| ----- | ----- | -------- | -------- | -------- | --------- |
| 07.12 | 18:00 | España   | -        | Polonia  | 29-22     |
| 07.12 | 20:30 | Hungría  | -        | Rusia    | 29-29     |
| 09.12 | 18:15 | Rusia    | -        | España   | 24-25     |
| 09.12 | 20:30 | Polonia  | -        | Hungría  | 23-29     |
| 11.12 | 18:15 | Rusia    | -        | Polonia  | 26-29     |
| 11.12 | 20:30 | Hungría  | -        | España   | 26-27     |

- (¹) – Todos en Győr.

### Grupo B
| Equipo    | J | G | E | P | GF | GC | DG  | PTS |
| --------- | - | - | - | - | -- | -- | --- | --- |
| Noruega   | 3 | 3 | 0 | 0 | 88 | 63 | +25 | 6   |
| Dinamarca | 3 | 1 | 1 | 1 | 82 | 79 | +3  | 3   |
| Rumania   | 3 | 1 | 1 | 1 | 71 | 78 | -7  | 3   |
| Ucrania   | 3 | 0 | 0 | 3 | 68 | 89 | -21 | 0   |

- Resultados

| Fecha | Hora  | Partido¹  | Partido¹ | Partido¹  | Resultado |
| ----- | ----- | --------- | -------- | --------- | --------- |
| 07.12 | 18:15 | Noruega   | -        | Rumania   | 27-19     |
| 07.12 | 20:30 | Dinamarca | -        | Ucrania   | 32-23     |
| 09.12 | 18:15 | Rumania   | -        | Dinamarca | 29-29     |
| 09.12 | 20:30 | Ucrania   | -        | Noruega   | 23-34     |
| 11.12 | 18:15 | Rumania   | -        | Ucrania   | 23-22     |
| 11.12 | 20:30 | Noruega   | -        | Dinamarca | 27-21     |

- (¹) – Todos en Debrecen.

### Grupo C
| Equipo       | J | G | E | P | GF | GC | DG | PTS |
| ------------ | - | - | - | - | -- | -- | -- | --- |
| Suecia       | 3 | 2 | 1 | 0 | 99 | 90 | +9 | 5   |
| Países Bajos | 3 | 1 | 1 | 1 | 86 | 87 | -1 | 3   |
| Alemania     | 3 | 1 | 0 | 2 | 84 | 92 | -8 | 2   |
| Croacia      | 3 | 1 | 0 | 2 | 83 | 83 | 0  | 2   |

- Resultados

| Fecha | Hora  | Partido¹     | Partido¹ | Partido¹     | Resultado |
| ----- | ----- | ------------ | -------- | ------------ | --------- |
| 08.12 | 18:00 | Alemania     | -        | Países Bajos | 26-29     |
| 08.12 | 20:15 | Suecia       | -        | Croacia      | 30-28     |
| 10.12 | 18:00 | Países Bajos | -        | Suecia       | 30-30     |
| 10.12 | 20:15 | Croacia      | -        | Alemania     | 24-26     |
| 12.12 | 18:00 | Suecia       | -        | Alemania     | 39-32     |
| 12.12 | 20:15 | Croacia      | -        | Países Bajos | 31-27     |

- (¹) – Todos en Varaždin.

### Grupo D
| Equipo     | J | G | E | P | GF | GC | DG  | PTS |
| ---------- | - | - | - | - | -- | -- | --- | --- |
| Francia    | 3 | 3 | 0 | 0 | 72 | 54 | +18 | 6   |
| Montenegro | 3 | 2 | 0 | 1 | 70 | 67 | +3  | 4   |
| Eslovaquia | 3 | 1 | 0 | 2 | 65 | 70 | -5  | 2   |
| Serbia     | 3 | 0 | 0 | 3 | 56 | 72 | -16 | 0   |

- Resultados

| Fecha | Hora  | Partido¹   | Partido¹ | Partido¹   | Resultado |
| ----- | ----- | ---------- | -------- | ---------- | --------- |
| 08.12 | 18:00 | Francia    | -        | Eslovaquia | 21-18     |
| 08.12 | 20:15 | Montenegro | -        | Serbia     | 22-19     |
| 10.12 | 18:00 | Serbia     | -        | Francia    | 16-27     |
| 10.12 | 20:15 | Eslovaquia | -        | Montenegro | 24-28     |
| 12.12 | 18:00 | Montenegro | -        | Francia    | 20-24     |
| 12.12 | 20:15 | Serbia     | -        | Eslovaquia | 21-23     |

- (¹) – Todos en Osijek.

## Segunda fase
- Todos los partidos en la hora local de Croacia y Hungría (UTC+1).

Los primeros dos de cada grupo disputan las semifinales.

### Grupo I
| Equipo    | J | G | E | P | GF  | GC  | DG  | PTS |
| --------- | - | - | - | - | --- | --- | --- | --- |
| Noruega   | 5 | 4 | 0 | 1 | 134 | 119 | +15 | 8   |
| España    | 5 | 3 | 0 | 2 | 131 | 121 | +10 | 6   |
| Hungría   | 5 | 3 | 0 | 2 | 124 | 117 | +7  | 6   |
| Dinamarca | 5 | 2 | 1 | 2 | 123 | 124 | -1  | 5   |
| Rumania   | 5 | 2 | 1 | 2 | 113 | 115 | -2  | 5   |
| Polonia   | 5 | 0 | 0 | 5 | 107 | 136 | -29 | 0   |

- Resultados

| Fecha | Hora  | Partido¹ | Partido¹ | Partido¹  | Resultado |
| ----- | ----- | -------- | -------- | --------- | --------- |
| 13.12 | 16:00 | Polonia  | -        | Dinamarca | 19-28     |
| 13.12 | 18:15 | España   | -        | Noruega   | 26-29     |
| 13.12 | 20:30 | Hungría  | -        | Rumania   | 20-19     |
| 15.12 | 16:00 | España   | -        | Rumania   | 20-22     |
| 15.12 | 18:15 | Polonia  | -        | Noruega   | 24-26     |
| 15.12 | 20:30 | Hungría  | -        | Dinamarca | 20-23     |
| 17.12 | 16:00 | Polonia  | -        | Rumania   | 19-24     |
| 17.12 | 18:15 | España   | -        | Dinamarca | 29-22     |
| 17.12 | 20:30 | Hungría  | -        | Noruega   | 29-25     |

- (¹) – Todos en Debrecen.

### Grupo II
| Equipo       | J | G | E | P | GF  | GC  | DG  | PTS |
| ------------ | - | - | - | - | --- | --- | --- | --- |
| Montenegro   | 5 | 4 | 0 | 1 | 136 | 124 | +12 | 8   |
| Suecia       | 5 | 3 | 1 | 1 | 158 | 140 | +18 | 7   |
| Francia      | 5 | 3 | 1 | 1 | 115 | 109 | +6  | 7   |
| Países Bajos | 5 | 2 | 1 | 2 | 134 | 127 | +7  | 5   |
| Alemania     | 5 | 1 | 1 | 3 | 138 | 141 | -3  | 3   |
| Eslovaquia   | 5 | 0 | 0 | 5 | 106 | 146 | -40 | 0   |

- Resultados

| Fecha | Hora  | Partido¹     | Partido¹ | Partido¹   | Resultado |
| ----- | ----- | ------------ | -------- | ---------- | --------- |
| 14.12 | 15:45 | Alemania     | -        | Montenegro | 20-27     |
| 14.12 | 18:00 | Suecia       | -        | Francia    | 29-26     |
| 14.12 | 20:15 | Países Bajos | -        | Eslovaquia | 30-20     |
| 16.12 | 15:45 | Países Bajos | -        | Montenegro | 27-31     |
| 16.12 | 18:00 | Suecia       | -        | Eslovaquia | 31-22     |
| 16.12 | 20:15 | Alemania     | -        | Francia    | 24-24     |
| 18.12 | 15:45 | Suecia       | -        | Montenegro | 29-30     |
| 18.12 | 18:00 | Alemania     | -        | Eslovaquia | 36-22     |
| 18.12 | 20:15 | Países Bajos | -        | Francia    | 18-20     |

- (¹) – Todos en Zagreb.

## Fase final
- Todos los partidos en la hora local de Croacia y Hungría (UTC+1).

|  | Semifinales     | Semifinales     |    |        | Final           | Final           |  |
|  | 19 de diciembre | 19 de diciembre |    |        | 21 de diciembre | 21 de diciembre |  |
|  |                 |                 |    |        |                 |                 |  |
|  |                 |                 |    |        |                 |                 |  |
|  | Noruega         | 29              |    |        |                 |                 |  |
|  | Suecia          | 25              |    |        |                 |                 |  |
|  |                 |                 |    |        |                 |                 |  |
|  |                 |                 |    |        |                 |                 |  |
|  |                 |                 |    |        | Noruega         | 28              |  |
|  |                 | España          | 25 |        |                 |                 |  |
|  |                 |                 |    |        |                 |                 |  |
|  |                 |                 |    |        |                 |                 |  |
|  |                 |                 |    |        | Tercer lugar    |                 |  |
|  |                 |                 |    |        |                 |                 |  |
|  | Montenegro      | 18              |    | Suecia | 25              |                 |  |
|  | España          | 19              |    |        | Montenegro      | 23              |  |

### Semifinales
| Fecha | Hora  | Partido¹   | Partido¹ | Partido¹ | Resultado |
| ----- | ----- | ---------- | -------- | -------- | --------- |
| 19.12 | 18:00 | Montenegro | -        | España   | 18-19     |
| 19.12 | 20:30 | Noruega    | -        | Suecia   | 29-25     |

- (¹) – En Budapest.

### Quinto lugar
| Fecha | Hora  | Partido¹ | Partido¹ | Partido¹ | Resultado |
| ----- | ----- | -------- | -------- | -------- | --------- |
| 19.12 | 15:30 | Hungría  | -        | Francia  | 25-26     |

- (¹) – En Budapest.

### Tercer lugar
| Fecha | Hora  | Partido¹ | Partido¹ | Partido¹   | Resultado |
| ----- | ----- | -------- | -------- | ---------- | --------- |
| 21.12 | 15:30 | Suecia   | -        | Montenegro | 25-23     |

### Final
| Fecha | Hora  | Partido¹ | Partido¹ | Partido¹ | Resultado |
| ----- | ----- | -------- | -------- | -------- | --------- |
| 21.12 | 18:00 | Noruega  | -        | España   | 28-25     |

- (¹) – En Budapest.

## Medallero
| Noruega | España | Suecia |
| Ida Alstad Emilie Arntzen Karoline Breivang Camilla Herrem Maja Jakobsen Ida Karlsson Linn-Kristin Koren Veronica Kristiansen Heidi Løke Nora Mørk Stine Oftedal Betina Riegelhuth Emily Sando Sanna Solberg Silje Solberg Pernille Wibe | Macarena Aguilar Alexandrina Barbosa Elisabeth Chávez Naiara Egozkue Patricia Elorza Beatriz Escribano Beatriz Fernández Lara González Marta López Marta Mangué Carmen Martín Silvia Navarro María Núñez Nerea Pena Elisabeth Pinedo Ana Temprano | Ulrika Ågren Johanna Ahlm Jenny Alm Linn Blohm Johanna Bundsen Hanna Fogelström Isabelle Gulldén Nathalie Hagman Jessica Helleberg Filippa Idéhn Sabina Jacobsen Anna-Maria Johansson Ida Odén Jamina Roberts Louise Sand Linnea Torstenson |
| Thorir Hergeirsson (seleccionador) | Jorge Dueñas (seleccionador) | Thomas Sivertsson Helle Thomsen (seleccionadores) |

## Estadísticas

### Clasificación general
| 1. Noruega      |
| 2. España       |
| 3. Suecia       |
| 4. Montenegro   |
| 5. Francia      |
| 6. Hungría      |
| 7. Países Bajos |
| 8. Dinamarca    |
| 9. Rumania      |
| 10. Alemania    |
| 11. Polonia     |
| 12. Eslovaquia  |
| 13. Croacia     |
| 14. Rusia       |
| 15. Serbia      |
| 16. Ucrania     |

### Máximas goleadoras
| N.º | Nombre              | Selección  | Goles | Tiros | %    | Partidos jugados |
| --- | ------------------- | ---------- | ----- | ----- | ---- | ---------------- |
| 1   | Isabelle Gulldén    | Suecia     | 58    | 89    | 65 % | 8                |
| 2   | Cristina Neagu      | Rumania    | 49    | 97    | 51 % | 6                |
| 3   | Carmen Martín       | España     | 46    | 65    | 71 % | 8                |
| 4   | Katarina Bulatović  | Montenegro | 44    | 86    | 51 % | 8                |
| 5   | Nora Mørk           | Noruega    | 41    | 69    | 59 % | 8                |
| 6   | Krisztina Triscsuk  | Hungría    | 39    | 53    | 74 % | 7                |
| 7   | Nerea Pena          | España     | 38    | 61    | 62 % | 8                |
| 8   | Heidi Løke          | Noruega    | 37    | 51    | 73 % | 8                |
| 8   | Alexandra Lacrabère | Francia    | 37    | 73    | 51 % | 7                |
| 10  | Ida Odén            | Suecia     | 36    | 58    | 62 % | 8                |

Fuente: 

### Mejores porteras
| N.º | Nombre              | Equipo     | Paradas | Tiros | %    | Partidos jugados |
| --- | ------------------- | ---------- | ------- | ----- | ---- | ---------------- |
| 1   | Silje Solberg       | Noruega    | 94      | 227   | 41 % | 8                |
| 2   | Paula Ungureanu     | Rumania    | 80      | 198   | 40 % | 6                |
| 3   | Katja Schülke       | Alemania   | 56      | 142   | 39 % | 6                |
| 4   | Éva Kiss            | Hungría    | 72      | 188   | 38 % | 7                |
| 4   | Sandra Toft         | Dinamarca  | 62      | 163   | 38 % | 6                |
| 6   | Silvia Navarro      | España     | 89      | 247   | 36 % | 8                |
| 6   | Amandine Leynaud    | Francia    | 56      | 157   | 36 % | 7                |
| 8   | Marta Žderić        | Croacia    | 27      | 80    | 34 % | 3                |
| 8   | Marina Vukčević     | Montenegro | 21      | 62    | 34 % | 8                |
| 10  | Sonja Barjaktarović | Montenegro | 71      | 217   | 33 % | 8                |
| 10  | Katarina Tomašević  | Serbia     | 24      | 72    | 33 % | 3                |

Fuente: 

### Equipo ideal
- Mejor jugadora del campeonato —MVP—: Isabelle Gulldén ( Suecia).

| Posición          | Nombre               | País      |
| ----------------- | -------------------- | --------- |
| Portera           | Silje Solberg        | Noruega   |
| Extremo derecha   | Carmen Martín        | España    |
| Extremo izquierda | Maria Fisker         | Dinamarca |
| Pivote            | Heidi Løke           | Noruega   |
| Central           | Kristina Kristiansen | Dinamarca |
| Lateral derecha   | Nora Mørk            | Noruega   |
| Lateral izquierda | Cristina Neagu       | Rumania   |

Fuente: 